# Big Brother Hrvatska (5. sezona)
Big Brother 5, poznat i kao Big Brother: Avantura te zove!, bila je peta hrvatska sezona reality showa Big Brother, koju je vodila Antonija Blaće. Počela je 5. rujna 2008. i trajala je 106 dana završavajući 19. prosinca 2008. 
Ova je sezona bila posebna i u svemu mnogo drugačija od prijašnjih. Show se iz zagrebačkog Jadran film studija u Dubravi preselio u filmski grad Kantanu, četrdesetak kilometara zapadno od Bangkoka, glavnog grada Tajlanda i poprimio mnoge karakteristike drugih reality showova. Tako je hrvatski Big Brother prvi u svijetu koji se ne emitira iz matične zemlje. U sezeoni je ukupčno sudjelovalo 18 kandidata.
Kuća u Bangkoku nema visokih zidova, već ogradu iza koje se nalazi dugačko rižino polje. U dvorištu punom raznih, u Tajlandu karakterističnih biljaka nalazi se i bazen te umjetno jezerce. Interijer je također uređen u tajlandskom stilu, a stanari moraju paziti na kulturu zemlje domaćina. Pri ulasku u zatvorene prostorije moraju skidati obuću s nogu, a svako vrijeđanje kralja i Bude kažnjava se.
Show je započeo ulaskom Antonije Blaće na slonu u prostor gdje su smješteni Big Brother kuća i studio, te predstavljanjem kandidata i njihovim ulaskom u kuću. U kuću ih je uvodio suvoditelj celebrity sezone Marko Lušić, dok se voditeljica Korana Gvozdić javljala iz zagrebačkog studija i razgovarala s obiteljima i prijateljima stanara.

## Voditelji
- Antonija Blaće
- Korana Gvozdić
- Marko Lušić

## Stanari
| Ime i prezime                 | Ulazak  | Izlazak  | Status                                                                              |
| ----------------------------- | ------- | -------- | ----------------------------------------------------------------------------------- |
| Krešimir Duvančić (31)        | Dan 1.  | Dan 105. | Pobjednik (105 dana u kući)                                                         |
| Ornela Bešker Amulić (20)     | Dan 1.  | Dan 105. | 14. izbačena (105 dana u kući)                                                      |
| Marko Deša (26)               | Dan 1.  | Dan 105. | 13. izbačen (105 dana u kući)                                                       |
| Saša Meničanin (25)           | Dan 1.  | Dan 105. | 12. izbačen (105 dana u kući)                                                       |
| Sabina Jurić (24)             | Dan 1.  | Dan 98.  | 11. izbačena (61 dan u kući)                                                        |
| Rina Dehni (25)               | Dan 9.  | Dan 98.  | 10. izbačena (prvi put izbačena 28.dana, vraćena 37. dana pa opet izbačena 98.dana) |
| Ivan Mitrović (23)            | Dan 1.  | Dan 98.  | 9. izbačen (98 dana u kući)                                                         |
| Ivan Lehocki (28)             | Dan 1.  | Dan 91.  | 8. izbačen (91 dan u kući)                                                          |
| Elizabeta Skoković (50)       | Dan 1.  | Dan 84.  | 7. izbačena (84 dana u kući)                                                        |
| Valerija Sever (22)           | Dan 1.  | Dan 77.  | 6. izbačena (77 dana u kući)                                                        |
| Monika Bukovac (20)           | Dan 1.  | Dan 70.  | 5. izbačena (70 dana u kući)                                                        |
| Mira Mariani (21)             | Dan 37. | Dan 63.  | 4. izbačena (26 dana u kući)                                                        |
| Lucija Myšičkova (31)         | Dan 1.  | Dan 56.  | 3. izbačena (56 dana u kući)                                                        |
| Tomislav Kuščević (29)        | Dan 1.  | Dan 42.  | 2. izbačen (42 dana u kući)                                                         |
| Martine Marie Manojlović (38) | Dan 1.  | Dan 25.  | dobrovoljno napustila kuću (25 dana u kući)                                         |
| Violeta Kuštro (28)           | Dan 1.  | Dan 14.  | 1. izbačena (14 dana u kući)                                                        |
| Tomislav Markulinčić (26)     | Dan 1.  | Dan 9.   | dobrovoljno napustio kuću (9 dana u kući)                                           |

## Događaji u kući
Četrnaestero stanara je u Big Brother kuću u Tajlandu ušlo 5. rujna 2008. godine. Svaki od stanara je dobio neki zadatak pri ulasku u kuću, a zbog neizvršavanja nekih od zadataka glavna nagrada smanjena je za 30 000 kuna. Prvi tjedni zadatak, prelaženje poligona jašući na slonu, također nije uspješno izvršen. Martine i Lucija jahale su svaka svojega slona, pokušavajući ostvariti što bolji rezultat za svoju ekipu, ali poligon nisu prešle u manje od 5 minuta. U petak prvoga tjedna predstavljena je nova stanarka - Rina, koja je u nedjelju ušla u kuću, a istoga ju je dana svojom voljom napustio Tomislav M. Na prvim nominacijama nominirane su Violeta i Lucija. Idućeg petka kuću je napustila Violeta, a nominacija nije bilo. 
Sljedećeg tjedna Big Brother je nominirao Rinu, Valeriju i Tomislava K. zbog dogovora oko nominacija, a Elizabeta je nominirala sama sebe. Uz njih četvero regularnim su putem nominirani Lucija, Ornela i Marko. Kuću je samovoljno napustila Martine, a u petak je izbačena Rina.
Na sljedećim nominacijama nominirani su Lucija i Tomislav K. Nakon jednog tjedna provedenog u vanjskom svijetu, Rina je vraćena u kuću, ali bez prava na nominiranje i osvajanje glavne nagrade. Rina je dobila ovlasti da upravlja kućanskim poslovima i rasporedom spavanja u spavaonicama. S njom su u kuću ušle i dvije nove stanarke - Sabina i Mira. Kuću je u petak toga tjedna napustio Tomislav K. 
Na četvrtim nominacijama nominirani su Marko, Lucija i Saša. Big Brother je saznao kako su se neki stanari za vrijeme sata privatnosti dogovarali oko nominacija, pa je stanarima prikazao Elizabetine nominacije. Tjedan su tradicionalno obilježile svađe Mire i Rine kojima je Big Brother zabranio komunikaciju na neko vrijeme. Tjedni zadatak nije uspješno izvršen, a u petak je kuću napustila Lucija. Istoga dana nominirani su Ornela, Ivan M. i Mira.
U petak sljedećeg tjedna Mira je izbačena glasovima gledatelja. Pošto je Ivan M. ostao u kući Big Brother je Rini ponudio da u sljedećem tjednu ona postane sluškinja i time Ivanu osigura imunitet na nominacijama. Rina je ponudu prihvatila, a na raspolaganje je dobila i 3 đokera: odbijanje, podjela i zamjena. Isti dan nominirani su Monika i Marko. Sljedećeg petka izbačena je Monika, a nominirane su Valerija i Sabina.
Jedanaesti je tjedan obilježio vojnički tjedni zadatak kojeg su stanari uspješno izvršili. U petak stanari nisu izvršili svoj zadatak petkom i izgubili su povlastice za sljedeći tjedan. Kuću je napustila Valerija, a nominirani su Elizabeta, Marko, Ornela, Saša, Ivan M. i Sabina.
Stanari su uz novi tjedni zadatak, gradnju dvorca u pijesku, dobili i mogućnost osvajanja novčane nagrade: odricanjem od higijene i zajedničkim spavanjem u plavoj spavaonici do kraja tekućeg tjedna mogli su zajedno osvojiti 90 000 kn. Imali su pravo odustati od zadatka i ostati bez svog dijela nagrade, kao i izbacivati druge iz igre. Saša je dobio tajnu misiju - morao je nagovoriti stanare da odustanu od zadatka što je i uspio. Prošao je tajnu misiju, a svi su stanari osim Krešimira (koji je odustao prije tajne misije) osvojili po 11 250 kn. Kuću je taj tjedan napustila Elizabeta, a nominirani su svi muški stanari. Posebnost tih nominacija bila je što je Big Brother odlučio uvesti pozitivnu diskriminaciju prema muškarcima kako bi se donekle izjednačio broj muškaraca i žena u utrci za glavnu nagradu.
U sljedećem su tjednu Marko i Ornela imali tajne misije - Ornela je morala zavesti Ivana M., a Marko Rinu. Uz dodatne zadatke koje su dobili Ornela i Marko su uspješno izvršili svoje tajne misije, osvojili imunitet i tako postali prvi finalisti pete sezone. Da nisu izvršili svoje tajne misije izgubili bi osvojeni 1novac iz higijenskog zadatka. Stanari su ovaj tjedan imali humanitarni tjedni zadatak, a Big Brother ih je nagradio većim budžetom za sljedeći, pretposljednji tjedan. Tog je petka kuću napustio Ivan L., a nominirani su preostali stanari: Krešimir, Saša, Ivan M. i Sabina. 
Sljedećeg petka izbačen je Ivan M., a s njime je otišla i Rina. Poslije novog kratkog glasovanja izbačena je Sabina. U finale su time ušli Marko, Ornela, Saša i Krešimir. Za tjedan dana pobijedio je Krešimir, a drugo mjesto zauzela je Ornela.

## Nominacije
| Krešimir    | Ivan M. Violeta          | Lucija Ornela                                           | Lucija Marko                         | Lucija Marko                         | Marko Saša                           | Marko Saša                           | Marko Saša                           | Marko Ivan M.                              | Marko Ivan M.                        | Ivan M. Saša                         | nominirao Big Brother                | POBJEDNIK 105. dan                                                                |                                      |                                      |
| Ornela      | Ivan M. Marko            | Krešo Ivan M.                                           | Ivan M. Ivan L.                      | Marko Saša                           | Ivan M. Marko                        | Valerija Monika                      | Sabina Valerija                      | Ivan L. Saša                               | Saša Ivan L.                         | Sabina Saša                          | imunitet                             | 2. mjesto 105. dan                                                                |                                      |                                      |
| Marko       | Violeta Valerija         | Martine Lucija                                          | Lucija Tomislav K.                   | Lucija Ornela                        | Ivan M. Ornela                       | Valerija Sabina                      | Sabina Valerija                      | Elizabeta Saša                             | Saša Krešimir                        | Ivan M. Krešimir                     | imunitet                             | 3. mjesto 105. dan                                                                |                                      |                                      |
| Saša        | Violeta Lucija           | Lucija Ornela                                           | Valerija Tomislav K.                 | Ornela Elizabeta                     | Ornela Mira                          | Marko Krešimir                       | Marko Elizabeta                      | Marko Ornela                               | nominirao sebe                       | nominirao sebe                       | nominirao Big Brother                | 4. mjesto 105. dan                                                                |                                      |                                      |
| Sabina      | nije bila u kući         | nije bila u kući                                        | nije bila u kući                     | Marko Saša                           | Monika Mira                          | Monika Marko                         | Ivan M. Saša                         | Ivan M. Marko                              | Ivan L. Ivan M.                      | Ivan M. ----                         | nominirao Big Brother                | izbačena 98. dan                                                                  |                                      |                                      |
| Rina        | nije bila u kući         | nominirao Big Brother                                   | izbačena 28. dan                     | u kući                               | u kući                               | u kući                               | u kući                               | u kući                                     | u kući                               | u kući                               | izbačena 98. dan                     | izbačena 98. dan                                                                  |                                      |                                      |
| Ivan M.     | Ornela Lucija            | Marko Lucija                                            | Lucija Valerija                      | Ornela Lucija                        | Ornela Mira                          | imunitet                             | Valerija Ornela                      | Elizabeta Marko                            | Marko Saša                           | Krešimir Sabina                      | izbačen 98. dan                      | izbačen 98. dan                                                                   |                                      |                                      |
| Ivan L.     | Violeta Elizabeta        | Lucija Ornela                                           | Lucija Tomislav K.                   | Marko Saša                           | Mira Ivan M.                         | Monika Krešimir                      | Sabina Valerija                      | Ornela Sabina                              | Saša Krešimir                        | izbačen 91. dan                      | izbačen 91. dan                      | izbačen 91. dan                                                                   | izbačen 91. dan                      |                                      |
| Elizabeta   | Lucija Tomislav M.       | nominirala sebe                                         | Saša Monika                          | Marko Saša                           | Ivan M. Valerija                     | Marko Monika                         | Sabina Valerija                      | Sabina Marko                               | izbačena 84. dan                     | izbačena 84. dan                     | izbačena 84. dan                     | izbačena 84. dan                                                                  | izbačena 84. dan                     |                                      |
| Valerija    | Lucija Marko             | nominirao Big Brother                                   | Lucija Marko                         | Lucija Marko                         | Ornela Marko                         | Marko Ornela                         | Marko Ornela                         | izbačena 77. dan                           | izbačena 77. dan                     | izbačena 77. dan                     | izbačena 77. dan                     | izbačena 77. dan                                                                  | izbačena 77. dan                     |                                      |
| Monika      | Tomislav M. Ivan M.      | Martine Lucija                                          | Lucija Tomislav K.                   | Lucija Mira                          | Elizabeta Sabina                     | Sabina Valerija                      | izbačena 70. dan                     | izbačena 70. dan                           | izbačena 70. dan                     | izbačena 70. dan                     | izbačena 70. dan                     | izbačena 70. dan                                                                  | izbačena 70. dan                     |                                      |
| Mira        | nije bila u kući         | nije bila u kući                                        | nije bila u kući                     | Marko Monika                         | Ivan M. Valerija                     | izbačena 63. dan                     | izbačena 63. dan                     | izbačena 63. dan                           | izbačena 63. dan                     | izbačena 63. dan                     | izbačena 63. dan                     | izbačena 63. dan                                                                  | izbačena 63. dan                     |                                      |
| Lucija      | Violeta Valerija         | Marko Krešo                                             | Ivan L. Ivan M.                      | Marko Saša                           | izbačena 56. dan                     | izbačena 56. dan                     | izbačena 56. dan                     | izbačena 56. dan                           | izbačena 56. dan                     | izbačena 56. dan                     | izbačena 56. dan                     | izbačena 56. dan                                                                  | izbačena 56. dan                     |                                      |
| Tomislav K. | Valerija Ivan M.         | nominirao Big Brother                                   | Marko Monika                         | izbačen 42. dan                      | izbačen 42. dan                      | izbačen 42. dan                      | izbačen 42. dan                      | izbačen 42. dan                            | izbačen 42. dan                      | izbačen 42. dan                      | izbačen 42. dan                      | izbačen 42. dan                                                                   | izbačen 42. dan                      |                                      |
| Martine     | Violeta Tomislav M.      | Marko Saša                                              | napustila show svojom voljom 25. dan | napustila show svojom voljom 25. dan | napustila show svojom voljom 25. dan | napustila show svojom voljom 25. dan | napustila show svojom voljom 25. dan | napustila show svojom voljom 25. dan       | napustila show svojom voljom 25. dan | napustila show svojom voljom 25. dan | napustila show svojom voljom 25. dan | napustila show svojom voljom 25. dan                                              | napustila show svojom voljom 25. dan | napustila show svojom voljom 25. dan |
| Violeta     | Ornela Lucija            | izbačena 14. dan                                        | izbačena 14. dan                     | izbačena 14. dan                     | izbačena 14. dan                     | izbačena 14. dan                     | izbačena 14. dan                     | izbačena 14. dan                           | izbačena 14. dan                     | izbačena 14. dan                     | izbačena 14. dan                     | izbačena 14. dan                                                                  | izbačena 14. dan                     |                                      |
| Tomislav M. | Lucija Violeta           | napustio show svojom voljom 11. dan                     | napustio show svojom voljom 11. dan  | napustio show svojom voljom 11. dan  | napustio show svojom voljom 11. dan  | napustio show svojom voljom 11. dan  | napustio show svojom voljom 11. dan  | napustio show svojom voljom 11. dan        | napustio show svojom voljom 11. dan  | napustio show svojom voljom 11. dan  | napustio show svojom voljom 11. dan  | napustio show svojom voljom 11. dan                                               | napustio show svojom voljom 11. dan  | napustio show svojom voljom 11. dan  |
| NAPOMENE    | 1                        | 2                                                       | nema                                 | 3                                    | 3                                    | 3, 4                                 | 3                                    | 3                                          | 3, 5                                 | 3, 6, 7, 8                           | 9                                    | 10                                                                                |                                      |                                      |
| Nominirani  | Violeta Lucija           | Elizabeta Marko Ornela Tomislav K. Valerija Lucija Rina | Tomislav K. Lucija                   | Marko Saša Lucija                    | Ornela Ivan M. Mira                  | Monika Marko                         | Valerija Sabina                      | Elizabeta Marko Ornela Saša Ivan M. Sabina | Marko Krešimir Ivan L. Saša Ivan M.  | Krešimir Saša Ivan M. Sabina         | Krešimir Saša Sabina                 | Marko Krešimir Ornela Saša                                                        |                                      |                                      |
| Izbačeni    | Violeta 18.3% za izlazak | Rina 21,83% za izlazak                                  | Tomislav K. 30.05% za izlazak        | Lucija 15.85% za izlazak             | Mira 31.99% za izlazak               | Monika 0.48% za izlazak              | Valerija 16.07% za izlazak           | Elizabeta 18.66% za izlazak                | Ivan L. 14.52% za izlazak            | Ivan M. 43.14% za izlazak            | Sabina 11.70% za izlazak             | Saša 2.96% (od 4) Marko 21.72% (od 3) Ornela 34.56% (od 2) Krešimir 65.44% (od 2) |                                      |                                      |

| Boja | Značenje boje u tablici                                                 |
| ---- | ----------------------------------------------------------------------- |
|      | nominacija od strane Big Brothera                                       |
|      | napuštanje showa svojom voljom                                          |
|      | napuštanje showa odlukom gledatelja ili Big Brothera                    |
|      | boravak u kući poslije ispadanja, bez prava na osvajanje glavne nagrade |
|      | poništene nominacije ili nominacija samog sebe                          |
|      | finalisti i pobjednik                                                   |

Napomene:
1. Postotci su rezultat zbrajanja glasova za ostanak i za izlazak pojedinog stanara. Ova napomena vrijedi za cijelu sezonu.
2. Elizabeta je nominirala sama sebe, a Rina, Valerija i Tomislav K. nominirani su od strane Big Brothera jer su se dogovarali oko nominacija.
3. Rina ne može nominirati i biti nominirana jer je već bila izbačena.
4. Ivan M. dobiva imunitet i ne može nominirati jer je Rina pristala na ulogu sluškinje u kući u sljedećem tjednu.
5. Big Brother je odredio kako mogu biti nominirani samo muški stanari, a Saša je nominirao sam sebe
6. Ornela i Marko imaju imunitet zbog uspješno izvršenih tajnih misija, ali mogu nominirati
7. Sabinina nominacija je poništena jer je nominirala samo jednog stanara, a Saša je opet nominirao sam sebe.
8. Ivan M. je izbačen, a Rina je odlučila s njime napustiti kuću.
9. Poslije Ivanovog izlaska uslijedilo je kratko glasovanje za izbacivanje još jednog od preostalih stanara. Izbačena je Sabina.
10. Svi stanari nominirani su za pobjedu.